# Image littéraire
L'image littéraire permet d'exprimer une idée neuve, plus précise ou plus originale, que celle produite ou représentée par les mots utilisés, en se référant à la scène que pourrait évoquer, pour l'auditeur, l'association de ces mots nous apparaissant auparavant sous une, ou plusieurs, significations déjà définies par le sens commun.
Cette image peut donc détourner les termes de leurs significations primaires et sens habituels ou de l'idée qui leur est associée et permet d'exprimer, par exemple, une pensée nouvelle. 
L'idée, la signification, changent selon les mots avec lesquels ils sont associés, le langage a donc la capacité de donner aux mots plusieurs significations différentes.
- Par exemple " le soleil noir " de Nerval dans son " Desdichado " ;
- Pour le philosophe Bachelard, : " l'image littéraire est un sens à l'état naissant " ; elle " signifie autre chose et fait rêver autrement ".

Divers termes permettent de classer les images selon la forme employée : l'allégorie, la parabole, la métaphore, la catachrèse par exemple. 